# NK Šmartno ob Paki
El NK Šmartno ob Paki (en inglés: Šmartno ob Paki Football Club) fue un equipo de fútbol de Eslovenia que jugó en la Prva SNL, la primera división de fútbol en el país.

## Historia
Fue fundado en el año 1928 en la ciudad de Smartno ob Paki y que llegó a jugar en la Segunda Liga de Yugoslavia en los años 1980 durante el periodo en el que el territorio formaba parte del Reino de Yugoslavia.
Tras la disolución de Yugoslavia y la independencia de Eslovenia en 1991 formaron parte de la Liga Intercomunal, la desaparecida tercera división de Eslovenia, donde ese año logran el ascenso a la 2. SNL.
En la temporada 1994/95 es campeón de la segunda división pero pierde en el playoff de ascenso, y seis años después termina subcampeón de la liga obteniendo el ascenso por primera vez a la Prva SNL. El club pasó tres temporadas consecutivas en la primera división nacional donde logró un cuarto puesto en la temporada 2002/03, pero desciende un año después al terminar en noveno lugar.
Al año siguiente lo aquejaron los problemas financieros durante toda la temporada que lo llevaron al descenso a la 3. SNL, pero el club desaparece. Ese mismo año nace el NK Šmartno 1928, equipo que reclama ser su sucesor, pero éste no lo es por parte de la Asociación de Fútbol de Eslovenia, ya que la asociación toma los récords y logros de ambos equipos por separado.

## Palmarés
- Yugoslav Third League: 1

1980–81
- Slovenian Second League: 1

1994–95
- Slovenian Third Division: 1

1991–92
- MNZ Celje Cup: 3

1993, 1998–99, 2000–01

## Temporadas en Eslovenia
| Temporada | Liga      | Posición |
| --------- | --------- | -------- |
| 1991–92   | MNZ Celje | 1.º      |
| 1992–93   | 2. SNL    | 9        |
| 1993–94   | 2. SNL    | 6.º      |
| 1994–95   | 2. SNL    | 1.º      |
| 1995–96   | 2. SNL    | 9.º      |
| 1996–97   | 2. SNL    | 12.º     |
| 1997–98   | 2. SNL    | 8.º      |
| 1998–99   | 2. SNL    | 4.º      |
| 1999–2000 | 2. SNL    | 3.º      |
| 2000–01   | 2. SNL    | 2.º      |
| 2001–02   | 1. SNL    | 9.º      |
| 2002–03   | 1. SNL    | 4.º      |
| 2003–04   | 1. SNL    | 9.º      |
| 2004–05   | 2. SNL    | 12.º     |

## Jugadores

### Jugadores destacados
| - Gregor Blatnik - Mišo Brečko | - Bojan Prašnikar - Ante Šimundža | - Luka Žinko - Tomi Druškovič |